# Maurizio Bettini
Pour les articles homonymes, voir Bettini.
Maurizio Bettini (né le 24 juillet 1947 à Bressanone) est un philologue, latiniste et anthropologue italien.

## Ouvrages

### Ouvrages en français
- Maurizio Bettini (trad. de l'italien par Vinciane Pirenne-Delforge), Éloge du polythéisme, Ce que peuvent nous apprendre les religions antiques [« Elogio del politeismo. Quello che possiamo imparare dalle religioni antiche »], Paris, Belles Lettres, 2016, 216 p. (ISBN 978-2-251-44595-3)
- Maurizio Bettini, Je est l'autre ? : sur les traces du double dans la culture ancienne, Paris, Belin, 2012, 140 p. (ISBN 978-2-7011-5892-1)
- Maurizio Bettini (trad. de l'italien par Geneviève Bouffartigue), Le Portrait de l'amant(e), Paris, Belin, 2012, 331 p. (ISBN 978-2-7011-5698-9)
- Maurizio Bettini et Carlo Brillante (trad. de l'italien par C. Puzadoux), Le Mythe d'Hélène [« Il mito di Elena »], Paris, Belin, 2010, 278 p. (ISBN 978-2-7011-4993-6)
- Maurizio Bettini et Ezio Pellizer (trad. de l'italien par Jean Bouffartigue), Le Mythe de Narcisse [« Il mito di Narciso »], Paris, Belin, 2010, 237 p. (ISBN 978-2-7011-4992-9)
- Maurizio Bettini et Giulio Guidorizzi (trad. V. Jolivet), Le Mythe d'Œdipe [« Il mito di Edipo »], Paris, Belin, 2010
- Maurizio Bettini et Luigi Spina (trad. de l'italien par Jean Bouffartigue), Le Mythe des sirènes [« Il mito delle Sirene - Immagini e racconti dalla Grecia a oggi »], Paris, Belin, 2010, 276 p. (ISBN 978-2-7011-4994-3)
- Maurizio Bettini (trad. de l'italien par Pierre Vesperini), Contre les racines [« Radici. Tradizioni, identità, memoria »], Paris, Flammarion, 2017, 180 p. (ISBN 978-2-08-140946-0)
- Maurizio Bettini (trad. Pierre Vesperini), Superflu et indispensable. À quoi servent les Grecs et les Romains ? [« A che servono i Greci e i Romani? »], Paris, Flammarion, août 2018  (ISBN 978-2-0814-2533-0).

### Ouvrages en italien
- Studi e note su Ennio, Pisa: Giardini, 1979.
- Plauto. Mostellaria e Persa, traduzione e note a cura di M. Bettini, Milano: Mondadori, 1981.
- Il bizantino, Ist. Editoriali e Poligrafici, 1981.
- Antropologia e cultura Romana, Roma: La nuova Italia Scientifica, 1986
- Verso un'antropologia dell'intreccio, Urbino: QuattroVenti, 1991.
- La maschera, il doppio e il ritratto (a cura di), Bari: Laterza, 1991.
- Il ritratto dell'amante, Torino: Einaudi, 1992 et 2008
- Lo straniero, ovvero l'identità culturale a confronto (a cura di), Bari: Laterza, 1992.
- Maschile / femminile. Genere e ruoli nella cultura antica (a cura di), Bari: Laterza, 1993.
- I classici nell'età dell'indiscrezione, Torino: Einaudi, 1994
- Letteratura latina: storia letteraria e antropologia romana (a cura di), 3 volumi, Firenze: La nuova Italia, 1995; poi Limina, 4 volumi, Firenze: La nuova Italia, 2003; poi Nemora, 3 volumi, Firenze: La nuova Italia, 2006.
- I signori della memoria e dell'oblio (a cura di), Firenze: La nuova Italia, 1996.
- Nascere. Storie di donne, donnole, madri ed eroi, Torino: Einaudi, 1998: Premio Isola d’Elba 1998.
- La grammatica latina (a cura di), 3 volumi, Firenze: La Nuova Italia, 1998.
- Il Vangelo di Marco, traduzione di M. Bettini, in I Vangeli, Verona: Stamperia Valdonega, 2000.
- Francesco Petrarca sulle arti figurative. Tra Plinio e S. Agostino, Livorno: Sillabe, 2000.
- Le orecchie di Hermes. Studi di antropologia e letterature classiche, Torino. Einaudi, 2000
- avec Omar Calabrese, BizzarraMente, Milano: Feltrinelli, 2002.
- avec Carlo Brillante, Il mito di Elena, Torino: Einaudi, 2002.
- avec Ezio Pellizer, Il mito di Narciso, Torino: Einaudi, 2003.
- Storia del porto di Livorno 1949-1994, Erasmo (Livorno), 2004
- avec Giulio Guidorizzi, Il mito di Edipo, Torino: Einaudi, 2004;
- avec Luigi Spina, Il mito delle Sirene - Immagini e racconti dalla Grecia a oggi, Torino: Einaudi, 2007;
- C'era una volta il mito, Palermo: Sellerio, 2007.
- Affari di famiglia. La parentela nella cultura e nella letteratura antica, Bologna Il Mulino 2009
- Voci. Antropologia sonora della cultura antica, Torino: Einaudi, 2008.
- Alle porte dei sogni, Palermo: Sellerio, 2009.
- (avec Cristiana Franco), Il Mito di Circe, Torino Einaudi 2010
- Contro le radici, Bologna: il Mulino 2012.
- Vertere. Un'antropologia della traduzione nella cultura antica, Torino Einaudi 2012.
- (avec Alessandro Barbero), Straniero. L'invasore, l'esule, l'altro, Roma Encyclomedia Publishers 2012
- Elogio del politeismo. Quello che possiamo imparare dalle religioni antiche, Il Mulino, 2014
- Dèi e uomini nella città. Antropologia, religione e cultura nella Roma antica, Carocci, 2015
- Il grande racconto dei miti classici, Il Mulino, 2015
- Radici. Tradizioni, identità, memoria, Il Mulino, 2016
- Hai sbagliato foresta Il Mulino,2020

## Prix et récompenses
- Prix Bristol des Lumières, 2016